# Седам везира
Седам везира (мађ. A hét vezér), је појам који се користи у мађарској историји која се односи на период 9. века, када су се Мађари доселили у данашње крајеве Карпатског басена и Панонске низије.
Реч везир (мађ. vezér), у мађарском језику има значење вођа, водити (vezetni). Тако да други облик овог појма се може превести и као Седам вођа.

## Историјски подаци
Приликом досељавања, које се догодило у 9. веку под вођством Арпада (мађ. Árpád), Мађари су дошли у конфедерацији од седам мађарских и три хазарска племена.
Укупан број мађарских досељеника у том периоду се процењује, по различитим изворима, од 200.000 па све до бројке од 1.000.000
Приликом досељавања, свако од племена (törzs), је основало своје основно станишне или језгро (törzsi települést). Имена седам племена су:
- Тарјан (Tarján)
- Јене
- Кер
- Кеси
- Њек
- Међер (Megyer)
- Киртђармат (Kürtgyarmat)

По средњовековним подацима, подацима из Летописа Мађара, сваки од седам везира, приликом поласка из Етелкеза, се обавезао крвном заклетвом на међусобну верност. Овај ритуал се састојао из мешања крви свих везира у једној посуди. Ова чин, крвна заклетва, се спомиње у од стране Анонимуса хроничара мађарског краља Беле III у његовом делу Летопис Мађара:
„Midőn ugyanis a magyarok Levediából Etelközbe indultak, a kazár fejedelem tanácsára egyetlenegy vezért választottak Álmos vezér személyében, s neki hűséget fogadván, a hét vezér a hagyományok szerint «saját véröket pogány szokás szerint egy edénybe bocsátva», a következőkre esküdött meg“
„Превод цитата:Када су мађари кренули из Леведије у Етелкез, на хазарски савет изабрали су једног вођу, Алмоша, који ће их представљати на том састанку и ту су се заклели на верност једно другом »паганским обичајем мешања крви, крвном заклетвом«“
Имена вођа, седам везира, седам мађарских племена су:
- Алмош (Álmos vezér)
- Елед
- Онд
- Конд
- Таш
- Хуба
- Техетем (Töhötöm vezér)

Централно и најјаче племе Међер, око којег су се груписала остала племена, се населило у део где се данас налази острво Чепел (Csepel-sziget), највеће острво на Дунаву недалеко од Будимпеште. Ово племе је било, већ у то доба, сталешки подељено. Основа поделе је било богатство и углед појединаца. Најповлашћенији и најутицајнији сталеж су били Ури, господари (Úr, urak) и они су имали своје поседе (uruszág)(из ове речи су произашли појмови мађарског језика господа (uraság) и држава (ország)). Следећи сталеж су били припадници Бек сталежа (bők, bőség) који су били вође или представници појединих групација и трећи сталеж Инек (ínek, ínség) слободњаци. поред ових су постојали и робови, слуге али су они били у веома малом, занемарљивом броју.
Посебни, издвојени слој друштва су правили и слободни народи као што су били Секељи и Бешењези, чланови посебног племена који су се доселили заједно са мађарима, који су били чувари граница и никада се нису могли ставити под неку управу или контролу.

## Алмош
Алмош (Álmos vezér), се родио око 820. године и био је један од мађарских везира и праотац династије Арпадовци. Алмош на мађарском језику значи онај који је из сна.

### Биографија
Алмош је био син Еђека или Егека (Egyek/Ügek) и Емеше (Emese). Име по којем је забележен отац је Еђек или Егек и има значење стари (ős), а име мајке Емеше има значење мама, мамица (anyácska), тако да највероватније ова имена и нису права имена ових особа већ су произашла из каснијих забележака. Према легенди Алмош је добио име тако што је у Емешином сну Турул птица зачела Емешу и прорекла да ће њен будући син постати први у низу мађарских краљева.
Средином 9. века Алмош је постао врховни вођа мађарских племена и ујединитељ и он је био тај који је довео Мађаре до Карпата. Сам Алмош није стигао и до Панонске низије пошто је већ у време почетка велике сеобе био у позним годинама, тако да је, док су мађарска племена стигла до Карпата, он и умро.
После смрти Алмоша, његов син Арпад је преузео вођство и довео их на крајње одредиште. Сећање на Алмоша је обележено преко имена млађег сина мађарског краља Гезе I принца Алмоша

## Елед
Елед (Előd vezér), је један од мађарских везира који су довели мађарска племена у панонску низију.

### Биографија
Шимон из Кезе у свом делу Летопис Хуна и Мађара, када говори о Арпадовом пореклу, пише о Еледу:

„Међу вођама, Арпадом (Árpád), Алмошовим (Álmos) сином, ко је Еледов (Előd) син, ко је Еђеков (Ögyek) син, у Турулској нацији а који је богатији и моћнији.”

- У Халасбашћи (Halászbástya) на северном торњу стоји двометарски кип подигнут 1906. године од стране кипара Ференца Миколе.[11]
- На тргу Хероја се поред милениумског споменика, десно од Арпадовог споменика, налази 4,7 m висок кип који представља Еледа на коњу, рад Ђерђе Зале, подигнут 1928. године.[12]

## Онд
Онд (Ond vezér), је један од мађарских везира који су довели мађарска племена у панонску низију.

### Биографија
Анонимус у свом делу Летопис Мађара, пише о Онду: 

... Онд, отац Ете (Ete), од којих народи Калан (Kalán) и Келче (Kölcse) потичу...
... После заседања савета Арпад је послао изасланика код везира Шалана (Salán)... Међу изасланицима су били Етеов отац Онд и Алаптолмов (Alaptol) отац кетел (Ketel).
... Онда су убрзо дошли Онд и Кетел код Арпада са Шалан везировим захтевима и поклонима; и јавили му да цела територија заједно са становништвом је потпало под Арпадову власт.
... И после је Онду, Етеовом оцу, везир поклонио територије од Тисе до Ботва мочваре (Botva-mocsárig) и Кертвељтетел Алпар пешчаре (Körtvélytótól Alpár homokjáig). После је Ондов син, Ете, покупио доста словена и између Алпар и Бед-рев утврђења саградио ново јако утврђење који су слобени на свом језику звали Шонград (songrádnak) или Црна тврђава.”

- На тргу Хероја се поред милениумског споменика, десно од Арпадовог споменика средишњи кип, налази се 4,7 m висок кип који представља Онда на коњу, рад Ђерђе Зале, подигнут 1928. године.[11]
- Више мађарских насеља тврди да су основани у време Онд везира:
  - Етеш – Према списима општина Етеш је названа по Етеу (Eté, Etü), сину Онда.[12]
  - Сентеш (Szentes) – У сентешким атарима, на обали реке Курц, вршена су ископавања где су нађени предмети из времена везира Онда, које потврђују дуже присуство његовог племена у тим крајевима.[13], Најстарији писани документ, из времена Гезе I, спомиње ово место под именом Курц као власништво Бор-Калана (Bor-Kalán nemzetség birtoka).
  - Чонград (Csongrád) – Према историјским изворима приликом доласка на ове територије Ондов син Ете је сазидао и учврстио ово земљано утврђење.[14]

## Конд
Конд (Kond vezér), (Könd, Kund, Kende, Kurszán), је један од мађарских везира који су довели мађарска племена у панонску низију.

### Биографија
Анонимус у свом делу Летопис Мађара, пише о Конду, мада га је ту Анонимус назвао Кенд: 

„ Од овога се Арпаду јако поправило расположење, сваком од својих вођа је дао поклон... Кенду (Kend vezér), Корцановом (Korcán) оцу, је поклонио земљу недалеко од Атилиног града до сазхалома (százhalomig) и Диода (Diód), а сину један град на чување и бригу. Корцан је тај град прозвао по себи и данас тај град носи његово име тако да то име ни данас није пало у заборав.”

Шимон из Кезе у свом делу Летопис Хуна и Мађара, исто спомиње Конда, али као Кенд (Könd):

„Везир петог племена се звао Кенд. Живео је у околини Њира (Nyír), а синови су му били Кичид (Kücsid) и Копјан (Kopján).”

- На тргу Хероја се поред милениумског споменика, први кип са леве стране, налази се 4,7 m висок кип који представља Конда на коњу, рад Ђерђе Зале, подигнут 1928. године.<[11]

## Таш
Таш (Tas vezér), је један од седам мађарских везира који су довели мађарска племена у панонску низију.

### Биографија
Анонимус у свом делу Летопис Мађара, пише о Конду: 

„Таш, отац везира Лехела...
Саболч (Szabolcs) и Таш са половином војске ја кренуо са обала Тисе и протерао народ одатле све до маста званог Шарвар (Sárvár), блатна тврђава, према реци Самош. Тамо је Таш, отац Лелов (Lél), сакупио пуно света и ископао велике шанчеве и саградио јаку земљану утврду. Превобитно су то утврђење назвали Ташово утврђење (Tas vár) а затим Шарвар.
... После је Таш за свог господара, Арпада, а на захтев ондашњег народа направио вашариште између Њира и Тисе. Овом вашаришту је дао своје име так да се и данас зове Ташвашархељ (Tas vásár).
... Одавде су стигли на подручје реке Бодрог, где су поред реке вајаш подигле шаторе. На овим просторима је вођа дао доста земље, заједно са становништвом, на управљање Ташу, Леловом оцу и стрицу Келпењу (Kölpény), оцу Ботонда (Botond).”

- На тргу Хероја се поред милениумског споменика, са десне стране трећи, задњи, налази се 4,7 m висок бронзани кип који представља Таша на коњу, рад Ђерђе Зале, подигнут 1928. године.[11]

## Хуба
Хуба (Huba vezér), је један од седам мађарских везира који су довели мађарска племена у панонску низију.

### Биографија
Анонимус у свом делу Летопис Мађара, пише о Хуби да је из племена Семере (Szemere-nemzetség) и да га је кућа Арпада послала заједно са Соардом (Szoárd) и Кадочем (Kadocs) у освајање остатка низије: 
„У исто то време Арпад, ... пуно војника је послао у рат, да би освојио градове Гемер (Gömör) и Ноград (Nógrád), а ако их срећа послужи, нека иду и даље до граница са Чесима до утврђења Њитре. Овим војницима су заповедали Хилекови (Hülek) синови Совард (Szovárd) и Кадоч (Kadocs), а после им се придружио и Хуба, један од владара.”
Непознато оружје и неуобичајна тактика је помогла да се поразе Зоборове словенске снаге, које су биле стациониране у утврђењу Њитра. Утврђење је освојено и вођа Зобор је убијен на брду, које је после по њему добило име. После овога је цео крај био освојен и вође су одведене до Арпада да одлучи о њиховој судбини. Арпад им је великодушно поклонио живот и ослободио.
„У почаст и заслуге за новоосвојене територије, Арпад је Хуби дао власт и на управљање утврђења Њитра и околине, такође је поклонио земљу око реке Житва (Zsitva) све до Терже шума (Törzsök-erdő).”
- На тргу Хероја налази се 4,7 m висок бронзани кип који представља Хубу на коњу, рад Ђерђе Зале, подигнут 1929. године.[11]
- На Зобор планини 1896. је подигнут споменик Хуба везиру од белог гранита, са четири Турул птице. Тај двадесетметарски споменил је срушен 1921. године од стране чешких легионара, тако да данас постоје само темељи некадашњег споменика.[17]

## Техетем
Техетем (Töhötöm vezér) (Tétény, Tuhutum), је један од седам мађарских везира који су довели мађарска племена у панонску низију.

### Биографија
Тефетем или Тухутум (према Јаношу Карачоњију (Karácsonyi János) Тетењ) је са Хорком (Horká) освојио Њир а после Ердељску котлину. У својини је задржао целу територију осим земље Секеља све до владавине Ђуле II, кога је поразио Свети Стефан.
Он, Ђула-Жомбор (Gyula-Zsombor) (или другачије Маглод Maglód) народа предак.
Анонимус у свом делу Летопис Мађара, пише о Тетењу: 

„... седми везир тетењ, отац Хоркин (Horka) чији су синови били Ђула и Зомбор (Gyula, Zsombor) од којих је потекла Маглод нација...
... Тетењ и његов син Хорка су пројахали преко територија Њира и протерали су велики број становништва све до Ошоа....
... Онда је Тетењ, Хоркин отац, сазнао од ондашњих становника, о квалитету земље преко шума где је власт држао Ђал (Gyalú). Када је све ово сазнао Тетењ је кренуо и освојио територије преко шума и те територије су његови наследници држали још и за време владавине Сцетог Стефана....

... Ђула је имао две ћерке: једна се звала Каролд а друга Шаролт. Шаролт се удала за Гезу и постала мајка првог хришћанског краља мађарске, Светог Стефана.”
- На тргу Хероја налази се 4,7 m висок бронзани кип који представља Техетема на коњу, рад Ђерђе Зале, подигнут 1929. године.[11]